# Philippus I Arabs
Marcus lulius Philippus (leefde circa 204 - 249), bekend als Philippus I Arabs, 'Philippus de Arabier', was een Romeins keizer van 244 tot 249. Hij was een van de vroege soldatenkeizers. Van zijn leven en politieke carrière tot zijn keizerschap is weinig bekend. Hij was de zoon van Iulius Marinus en is waarschijnlijk geboren in Arabia Trachonitis of in Damascus, in de destijds Romeinse provincie Syria.

## Keizer
Philippus was direct of indirect betrokken bij de dood van de prefect van de pretoriaanse garde, Timesitheus, die hij verving, alsook die van keizer Gordianus III, die hij opvolgde. Zodra hij keizer was kocht hij een ongunstige vrede met Shapur I om zich vervolgens op familiezaken te concentreren: hij gaf zijn broer Priscus het gezag (als rector Orientis) over het oostelijk deel van het rijk, schonk zijn zesjarig zoontje Philippus II de titel Caesar en zijn vrouw Otacilia Severa de titel Augusta (verhevene, keizerin). Daarna begaf hij zich naar Rome om zijn gezag over de senaat te vestigen, die hem gunstig gezind was.
Van 245 tot 247 hield hij zich bezig met de verdediging van de grenzen van de Donau tegen de Carpi en de Germanen, waarna hij in 247 in triomf terugkeerde naar Rome en zijn inmiddels negen- of tienjarige zoon Philippus junior tot medekeizer verhief.
Aan het eind van zijn leven gaf hij opdracht tot het bouwen van de stad Philippopolis, naar hem vernoemd, zoals gebruikelijk was. Het lag in de bedoeling dat deze stad als hoofdplaats in de regio zou gaan fungeren. De bouw werd echter na zijn overlijden in 249 stopgezet en de locatie werd verlaten, totdat er in de achttiende eeuw Druzen uit Libanon gingen wonen. Philippopolis is nu de Syrische stad Shahba.

## Duizendjarig rijk
Op 21 april 248 opende Philippus de festiviteiten ter ere van de duizendste verjaardag van de stichting van Rome in 753 v.Chr. door Romulus en Remus. Ter herinnering aan deze festiviteiten liet de keizer munten slaan met de omschriften Romae aeternae en Saeculares Augg.

## Einde
Kort daarna staken de Goten de Donaulimes over, ook in het oosten begonnen opstanden als gevolg van het  wanbestuur van zijn broer Priscus. Philippus schijnt zijn ontslag te hebben willen indienen, maar werd daarvan weerhouden door de senator en stadsprefect Decius. Deze werd door Philippus als nieuwe commandant van de troepen in Moesië en Pannonië aangesteld om de orde te herstellen. Dat gebeurde, maar de troepen riepen reeds in 249 Decius tot keizer uit en rukten op naar Rome. De troepen van Philippus en Decius raakten in de herfst van 249 slaags met elkaar, waarschijnlijk bij Verona (Italië), en Philippus sneuvelde in de strijd. Onduidelijk is of zijn eigen legionairs, die de overwinnaar gunstig wilden stemmen, hem vermoord hebben.

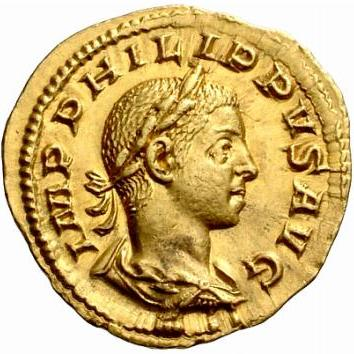
Aureus met Philippus II, circa 248.
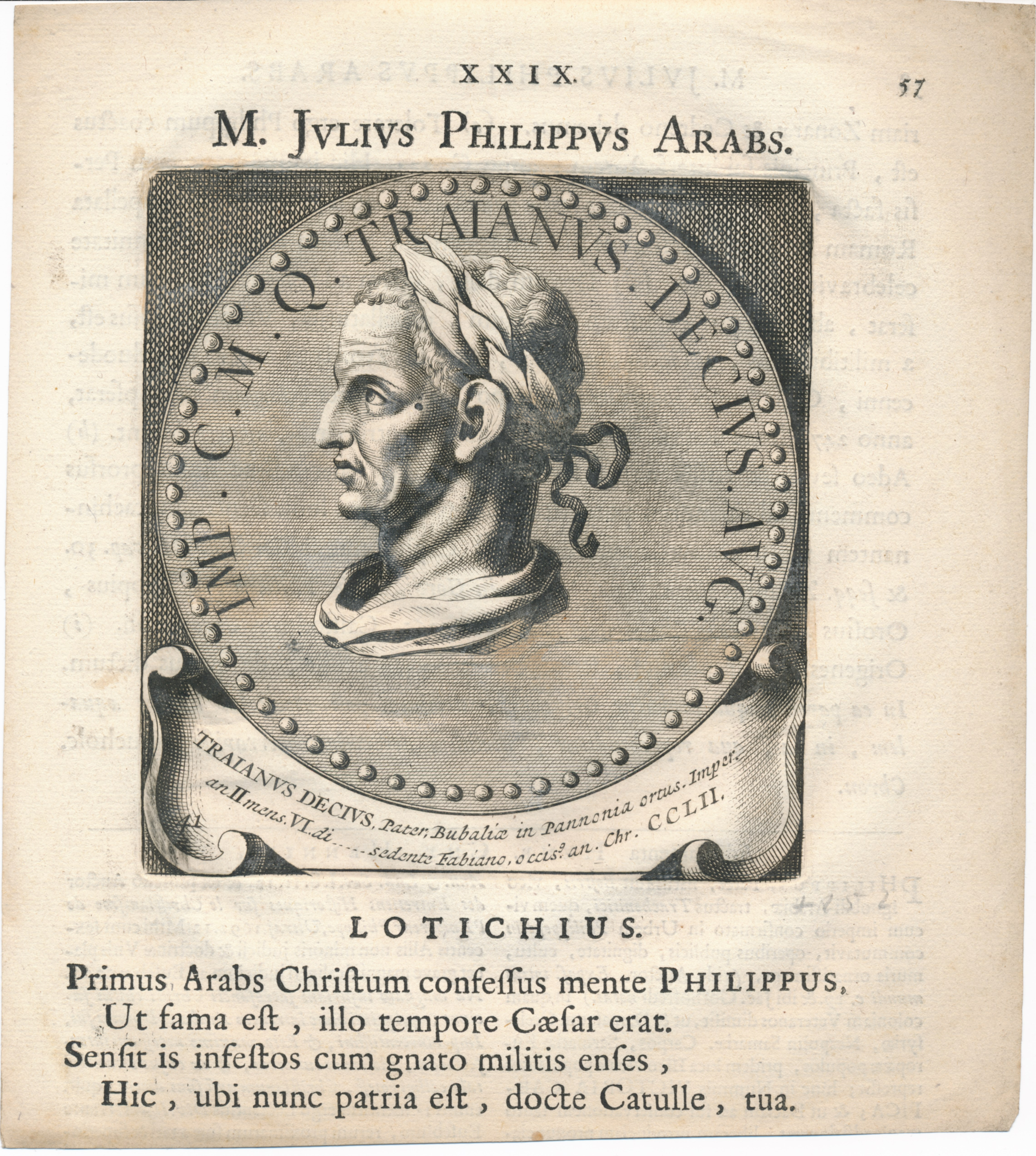
Gravure uit 1710.